# Deinbollia molliuscula
Deinbollia molliuscula är en kinesträdsväxtart som beskrevs av Ludwig Radlkofer. Deinbollia molliuscula ingår i släktet Deinbollia och familjen kinesträdsväxter. Inga underarter finns listade i Catalogue of Life.